# Châteauneuf-en-Thymerais
Châteauneuf-en-Thymerais – miejscowość i gmina we Francji, w Regionie Centralnym, w departamencie Eure-et-Loir.
Według danych na rok 1990 gminę zamieszkiwało 2459 osób, a gęstość zaludnienia wynosiła 604 osoby/km² (wśród 1842 gmin Regionu Centralnego Châteauneuf-en-Thymerais plasuje się na 150. miejscu pod względem liczby ludności, natomiast pod względem powierzchni na miejscu 1390.).